# باقعيش (الضليعة)
'

تعديل مصدري - تعديل

باقعيش هي إحدى قرى عزلة الضليعة بمديرية الضليعة التابعة لمحافظة حضرموت، بلغ تعداد سكانها 42 نسمة حسب تعداد اليمن لعام 2004.